# Die Schlümpfe: Der große Kinofilm
Die Schlümpfe: Der große Kinofilm (Originaltitel: Smurfs) ist ein US-amerikanischer Computeranimationsfilm aus dem Jahr 2025. Es handelt sich um den ersten Schlümpfe-Film, der nicht von Sony Pictures Animation produziert wurde und unabhängig von den bisherigen Sony-Verfilmungen entstanden ist. Regie führte Chris Miller, während Pam Brady das Drehbuch schrieb. Produziert wurde der Film von Paramount Animation und Nickelodeon Movies in Zusammenarbeit mit der Peyo Company, der Vertrieb erfolgte durch Paramount Pictures.
Die Weltpremiere fand am 28. Juni 2025 in Brüssel statt. Die US-amerikanische Kinopremiere erfolgte am 18. Juli 2025, die deutsche bereits einen Tag zuvor.

## Handlung
Schlumpfhausen ist sonst ohne Probleme, doch als sich ein Portal am Himmel öffnet und Papa Schlumpf eingesaugt wird, ändert sich das Ganze. Schlumpfine macht sich mit einigen weiteren Schlümpfen auf den Weg in die echte Welt, wo Papa Schlumpf von Zauberer Gargamel und seinem Bruder Razamel festgehalten wird. Auf ihrem Trip in der echten Welt treffen die Schlümpfe auf Papa Schlumpfs Bruder, Ken, der sogleich dabei hilft, Papa Schlumpf zu retten. Nachdem die Schlümpfe aber nach Paris kommen, treffen sie auf eine aus Schlümpfen bestehende Nachbarschaftswache und zusammen reisen sie durch die Welt, um herauszufinden, was einen Schlumpf ausmacht.

## Produktion
Im Februar 2022 gaben Paramount Pictures und Nickelodeon Movies bekannt, eine Lizenzvereinbarung mit LAFIG Belgium und IMPS abgeschlossen zu haben, die die Produktion mehrerer Schlümpfe-Filme vorsieht. Das erste Projekt sollte ein Film mit Musical-Elementen sein, dessen Kinostart ursprünglich für den 20. Dezember 2024 geplant war. Als Regisseur wurde Chris Miller verpflichtet und Pam Brady sollte das Drehbuch schreiben. Popsängerin Rihanna wurde als Sprecherin der Figur Schlumpfine angekündigt.
Im Juli 2024 gab Paramount Pictures neue Veröffentlichungstermine seiner kommenden Filme bekannt, wobei der Film auf den 14. Februar 2025 verschoben wurde. Im August des gleichen Jahres änderte Paramount erneut die Termine und der endgültige US-Kinostart wurde auf den 18. Juli 2025 festgelegt.

## Synchronisation
| Rolle                                            | Originalsprecher  | Deutscher Sprecher    |
| ------------------------------------------------ | ----------------- | --------------------- |
| Schlumpfine                                      | Rihanna           | Patricia Meeden       |
| Papa Schlumpf                                    | John Goodman      | Uwe Ochsenknecht      |
| Ken                                              | Nick Offerman     | Sven Brieger          |
| Gargamel                                         | J. P. Karliak     | Rick Kavanian         |
| Razamel                                          | J. P. Karliak     | Rick Kavanian         |
| Kein Name (No Name)/Zauberschlumpf (Magic Smurf) | James Corden      | Álvaro Soler          |
| Mama Poot                                        | Natasha Lyonne    | Britta Steffenhagen   |
| Kessi (Jaunty)                                   | Amy Sedaris       | Cathlen Gawlich       |
| Moxie Schlumpf                                   | Sandra Oh         | Christin Marquitan    |
| Ron                                              | Kurt Russell      | Manfred Lehmann       |
| Asmodius                                         | Octavia Spencer   | Martina Treger        |
| Chernobog                                        | Nick Kroll        | Waléra Kanischtscheff |
| Jezebeth                                         | Hannah Waddingham | Agnes Hilpert         |
| Joel                                             | Dan Levy          | Christian Zeiger      |
| Bärtierchen                                      | Jimmy Kimmel      |                       |
| Schildkröte                                      | Marshmello        |                       |
| Hefty Schlumpf                                   | Alex Winter       |                       |
| Beauty Schlumpf                                  | Maya Erskine      | Alice Bauer           |
| Schlaubi Schlumpf                                | Xolo Maridueña    |                       |
| Muffi Schlumpf                                   | Chris Miller      | Sebastian Borucki     |
| Sorgen Schlumpf                                  | Billie Lourd      | Michael Kargus        |